# Les Porcelets
Les Porcelets est un tableau réalisé par le peintre français Paul Sérusier en 1889 dans le Finistère. De format vertical, cette huile sur toile est un scène de genre exécutée dans le style de l'école de Pont-Aven. Achetée en 1999, elle est conservée au musée de Pont-Aven, qui le considère comme l'un de ses chefs-d'œuvre.
Elle représente deux porcelets se nourrissant dans une auge alors que derrière eux une femme en costume breton quitte leur soue, son seau à la main, en remontant un escalier. De cette figure apparaissant de dos, la composition audacieuse coupe le buste avec sa marge supérieure, de sorte que l'attention peut se concentrer sur le premier plan, où les couleurs sont par ailleurs les plus chaudes. L'œuvre s'approche ainsi de la peinture animalière. 
Une autre toile de Sérusier représentant une scène similaire fait partie des collections du musée d'Orsay, à Paris, et se trouve en dépôt au musée départemental Maurice-Denis, à Saint-Germain-en-Laye. Dans cette tempera de format horizontal, la Bretonne est entièrement visible, de face, et elle s'occupe de cochons plus gros.

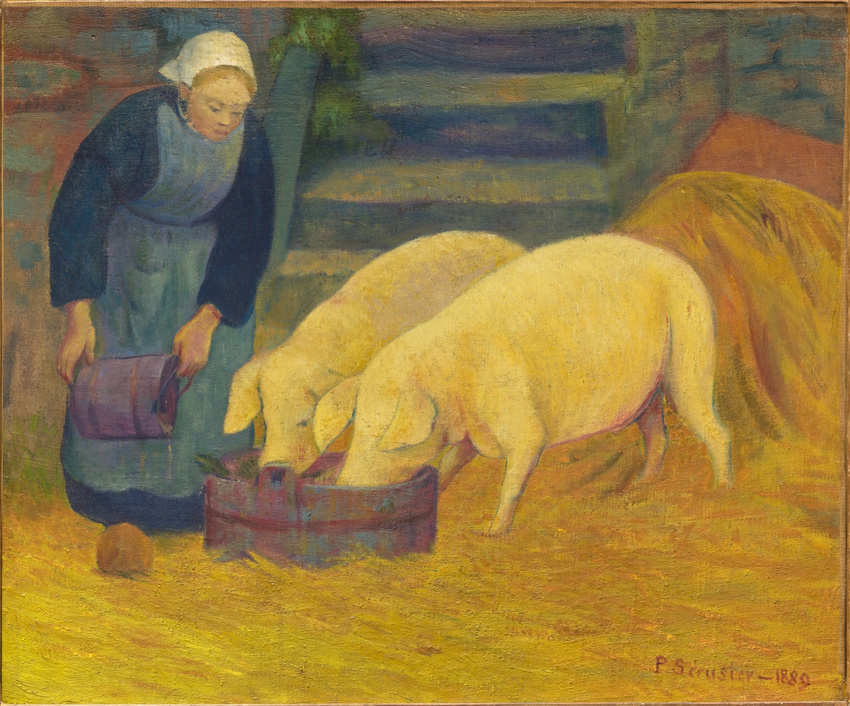
Bretonne donnant à manger aux cochons, 1889 – Musée d'Orsay, Paris.